# 곡성 마천목 묘와 재실
곡성 마천목 묘와 재실(谷城 馬天牧 墓와 齋室)은 대한민국 전라남도 곡성군 석곡면 방송리에 있다. 2019년 12월 26일 전라남도의 기념물 제252호로 지정되었다.

## 지정 사유
장방형의 묘는 묘표, 무인석, 망주석, 장명등 등 석물을 갖췄고, 곡장(曲牆)을 둘러 조선시대 초기 묘제 연구의 중요 유적으로 문화재 지정이 필요하다.
영모재(재실)는 가구구조나 치목 수법이 뛰어나고, 충정묘(사당)는「마천목 좌명공신녹권(보물 제1469호)」을 보관한 장소로 의미가 부여되어 일괄 지정하여 관리한다.

## 인물
충정공(忠靖公) 마천목(馬天牧, 1358~1431)은 고려 말 조선 초의 인물로 1400년(정종 2년)에 태종 이방원을 도와 왕자의 난을 평정하여 1401년에 좌명공신(佐命功臣)에 추대됐고, 1429년(세종 11년)에는 장흥부원군(長興府院君)에 봉해졌다.

## 같이 보기
- 마천목 좌명공신녹권 - 보물 제1469호

## 참고 문헌
- 곡성 마천목 묘와 재실 - 국가유산청 국가유산포털